# راسل پول
راسل وین پول (انگلیسی: Russell Wayne Poole؛ ۲۹ نوامبر ۱۹۵۶ – ۱۹ اوت ۲۰۱۵) کارآگاه اداره پلیس لس آنجلس اهل ایالات متحده بود. کارآگاهی که بیشتر برای تحقیقات دربارهٔ قتل رپر معروف به نوتوریوس بی.آی.جی شناخته شده‌است. پول همچنین کشته شدن افسر کوین گینز از ادارهٔ پلیس لس آنجلس توسط افسر فرانک لیگا در ۱۸ مارس ۱۹۹۷ را بررسی کرد. پس از بازنشستگی در سال ۱۹۹۹، او یک آژانس کارآگاهی خصوصی تشکیل داد.